# Liga dos Canelas Pretas
Liga dos Canelas Pretas é o nome popular da Liga Nacional de Futebol Porto-Alegrense, do início do século XX, formada na região do antigo bairro da Ilhota, em Porto Alegre unicamente por homens negros. Foi também chamada de Liga da Canela Preta ou simplesmente de Liga Canela Preta.

## Histórico
A Liga dos Canelas Pretas teria surgido de segregação manifestada pela Liga Metropolitana (de times "brancos") quando negou a participação ao Rio-Grandense, que era um time de mulatos. De acordo com uma crônica do compositor Lupicínio Rodrigues, o veto teria sido dado pelos dirigentes do Internacional, em uma época ainda de formação do futebol brasileiro. A liga teria sido formada em 1910, segundo algumas fontes, ou após 1912, possivelmente em 1915,  atingindo seu maior reconhecimento na década de 1920. Os dois clubes com melhor quadro técnico eram o Bento Gonçalves (tido como o primeiro time realmente negro a excursionar pelo interior do estado do Rio Grande do Sul) e o Rio-Grandense (presidido primeiro por Julio da Silveira, em 1907, mais tarde gerente do jornal O Exemplo, e depois por Francisco Rodrigues, funcionário da Faculdade de Comércio, pais respectivamente do jornalista Antonio Onofre da Silveira e do compositor Lupicínio Rodrigues, que prosseguiriam a amizade). Na criação e implementação da liga, além de Rodrigues e Silveira, os relatos também apontam a participação de Orlando Ferreira da Silva (funcionário da Biblioteca Pública do Estado), Otacílio Conceição, José Gomes e outros.
Quanto às equipes, além do Rio-Grandense e do Bento Gonçalves, também participavam os times Primavera (dos arredores da Rua Gonçalves Dias), Primeiro de Novembro (formado por funcionários do Forno do Lixão), Oito de Setembro (da área então chamada de Colônia Africana, hoje o bairro Rio Branco), União, Palmeiras, Aquidabã e Venezianos, totalizando nove clubes associados.
Mesmo no interior da Liga era percebido certo grau de segmentação. O Rio-Grandense (não confundir com outros times homônimos) era um time majoritariamente de mulatos (os "mulatinhos cor-de-rosa", conforme depoimento), formado por funcionários públicos e de hotéis, e o Bento Gonçalves, um time majoritariamente de negros, formado por engraxates e profissionais de baixo status.
Nos anos 1920 a Liga Metropolitana criou sua segunda divisão (a "liga do sabão"), absorvendo os novos e melhores jogadores, o que acabaria por fazer desaparecer a Liga dos Canelas Pretas na década de 1930 (possivelmente até 1933, início do profissionalismo no futebol local). O Internacional teria o primeiro registro de um negro em sua equipe no ano de 1927, com o zagueiro Dirceu Alves. Antes dele, o primeiro clube a aceitar negros em Porto Alegre teria sido o Esporte Clube Americano. 